# Alurnus humeralis
Alurnus humeralis es un coleóptero de la familia Chrysomelidae. Fue descrita en 1898 por Rosenberg.
Se alimenta de Cocos nucifera L., Elaeis guineensis Jacq. (Merino & Vasquez 1963) y Astrocaryum chonta Martius (Couturier & Kahn 1992) (Arecaceae). Se encuentra en Bolivia, Colombia, Ecuador y Perú.